# Església de Crist de Hakodate
L'Església de Crist de Hakodate (函館ハリストス正教会, Hakodate Harisutosu Seikyôkai) és un temple de l'Església Ortodoxa pertanyent a l'església ortodoxa del Japó situada a la ciutat de Hakodate, a Hokkaido, Japó. El temple va ser construït l'any 1895 i el só de les seues campanes és considerat pel govern japonés com un dels 100 paisatges sonors del Japó, existint només 5 a tot Hokkaido.
En el nom original del temple, el mot Harisutosu (ハリストス), que es pot romanitzar com a Xristos és el nom de Crist en grec. El nom del temple fa referència a la resurrecció de Crist. Així doncs, el temple també és conegut com a Església de la resurrecció de Crist de Hakodate.

## Història
L'iniciativa de la construcció d'un temple ortodox a Hakodate el 1895, en procés d'exploració i poblament japonés, va vindre de l'aleshores ambaixador de Rússia al Japó, Ióssif Goixkévitx, anomenant inicialment el temple «església de la resurrecció». L'església original s'incendià el 1907 i fou reconstruïda posteriorment l'any 1916. El 1983, l'edifici va ser declarat pel govern japonés com a patrimoni cultural del Japó, sent un dels dos edifis construïts al segle xx amb aquesta consideració. L'any 1966 el só de les seues campanes, que se senten per tot el centre de Hakodate va ser declarat pel govern japonés com un dels 100 paisatges sonors del Japó, existint només 5 a tot Hokkaido.

## Arquitectura
El temple és d'estil romà d'Orient amb reminiscències russes. El conjunt arquitectònic està format per un cos central i sis petites torres amb cúpules de ceba rematades per una creu. La façana es troba tota pintada de blanc. L'edifici està situat en una mena de jardí sobreelevat al qual s'accedeix des d'unes escaleres que es troben a nivell del carrer. Des del jardí i l'església es pot vore l'oceà pacífic i una panoràmica sencera de la ciutat de Hakodate.